# نيكولاي كوستوماروف
ميكولا إيفانوفيتش كوستوماروف أو نيكولاي إيفانوفيتش كوستوماروف (16 مايو 1817 - 19 أبريل 1885)، هو أحد أبرز المؤرخين الروس الأوكرانيين ، وأحد أوائل المناهضين للنورمانديين ، وأبو التأريخ الأوكراني الحديث.  كان أستاذًا للتاريخ الروسي في جامعة سانت فلاديمير في كييف وفي وقت لاحق في جامعة سانت بطرسبرغ ، ومستشارًا نشطًا للدولة في روسيا ، ومؤلفًا للعديد من الكتب، بما في ذلك سيرته الذاتية عن بوهدان خملنيتسكي ، وأبحاثه عن ستيبان رازين ، كتابه الأساسي المكون من ثلاثة مجلدات عن تاريخ روسيا في سيرة أهم شخصياتها.    

## من مؤلفاته المترجمة للعربية
- رواية: «ثورة البهائم»، نُشرت في عام 1917 (ترجمت للعربية 2024)